# Naked Souls
Pour plus de détails, voir Fiche technique et Distribution.
Naked Souls  est un film américain réalisé par Lyndon Chubbuck, sorti en 1996

## Synopsis
Edward fait des recherches pour tenter de lire et d'enregistrer les pensées des gens. Il y passe tellement de temps qu'il lui en reste peu à consacrer à Britt. Juste au moment où il est sur le point d'abandonner ses tentatives, il est contacté par le mystérieux Everett Longstreet qui lui offre à la fois un local pour continuer son travail et un financement illimité. Alors qu'Edward est sur le point de toucher au but, il commence à suspecter Everett et ses motifs cachés, car il se rend compte que ce à quoi il est sur le point d'arriver, ce n'est pas seulement la possibilité de pénétrer dans les esprits mais ce sont aussi les secrets de la vie éternelle.

## Fiche technique
Sauf indication contraire, les informations mentionnées dans cette section peuvent être confirmées par la base de données cinématographiques IMDb,  présente dans la section « Liens externes ».
- Titre original : Naked Souls
- Réalisation : Lyndon Chubbuck
- Scénario : Frank Dietz, Randolf Turrow(non crédité)
- Musique : Nigel Holton
- Pays d’origine :  États-Unis
- Langue originale : anglais
- Format : couleur — 1,85:1 - Ultra Stereo (en)
- Genre : science-fiction, Thriller
- Durée : 85 minutes, 90 minutes  Argentine
- Dates de sortie :
  -  États-Unis : 18 mai 1996

## Distribution
- Brian Krause : Edward
- Pamela Anderson : Britt
- Dean Stockwell : Duncan
- David Warner : Everett Longstreet
- Clayton Rohner : Jerry
- Justina Vail : Amelia

## Autour du film
Bien que Pamela Anderson ne joue qu'un petit rôle dans l'intrigue, une grande partie de la publicité et même le slogan du film (« Pamela Anderson... Ses pensées les plus secrètes mises à nu... ») se concentrent sur elle.

## Référence de traduction
- (en) Cet article est partiellement ou en totalité issu de l’article de Wikipédia en anglais intitulé « Naked Souls » (voir la liste des auteurs).